# Антиномия
Антиномия (от старогръцки – αντι и νoμoς – против, срещу, преди; и закон; буквално – „противозаконие“, „противопоставяне на два закона“) е термин, възприет от различни науки за обозначаването на някакво противоречие, било на фундаментално, било на конкретно ниво. При това противоречащите си гледни точки са еднакво доказуеми по логичен път.

## Философия
Във философската терминология понятието „антиномия“ има по-обособено значение в етиката. В останалите случаи то се използва по-скоро като епитет, а не като термин с конкретно значение. В етиката обозначава противопоставянето на два различни нравствени императиви (в предкантовата етика), антиномиите на самия Кант са свързани по-скоро със съотношението нравствен императив-познание. В съвременната етика антиномиите често (Николай Хартман), означават съотношението и взаимната хармония между две различни и противоположни ценности.

## Математика
Обикновено в математиката понятието антиномия е обобщаващо. В него се включват имащите различно значение в другите науки термини като „апория“ и „парадокс“, които математиката интерпретира в частотно им емпирично изражение.

## В българския език
В българския език „антиномия“ се разбира в значението, което се придава на този термин от конкретните науки, основно от цитираните вече две. Думата присъства в изданието от 2012 г. на Правописен речник на българския език. В разговорната реч е подходящо той да бъде заменен от термина „противоположност“, понякога от „двусмислие“, „загадка“ и т.н. Които макар и да отразяват конкретните значения на термина, са по-подходящи на нивото на битовото общуване.